# Domani è un'altra truffa
Domani è un'altra truffa è un film per la televisione del 2006, diretto da Pier Francesco Pingitore, andato in onda su Canale 5 il 22 gennaio 2006. È ispirato al film italiano Ladri si nasce.

## Trama
Siamo in Italia e il film è una farsa sulla truffa all'italiana, dove i truffatori diventano a loro volta truffati. La posta in gioco, ovvero i soldi truffati, aumentano ogni volta che avviene una nuova truffa. Da 1000 € iniziali la somma di denaro lievita in maniera esponenziale ad ogni nuova truffa. Alla fine la somma raggiunge la favolosa cifra di 2000000 €.

### Le truffe
La storia inizia con Nicola Filippelli (Leo Gullotta), un modesto pensionato che si reca all'ASL per prenotare una visita per il ginocchio dolorante. Ma scopre che la visita avverrà con grande ritardo (circa 13-16 mesi dopo) così, arrabbiato, si avvia all'uscita. Qui, viene fermato da un avido infermiere (Enzo Salvi) che lo convince a prenotare subito l'intervento al ginocchio in una clinica privata. L'operazione costa 14000 €, di cui 1000€ (tutti i suoi risparmi) di acconto subito. Scatta in questo modo la prima truffa.
Dopo la prima truffa, lo stesso infermiere viene raggirato da un tour operator (Antonio Giuliani) che lo truffa con un finto pacchetto-vacanze per 2000€. A sua volta il tour operator viene truffato da un direttore di banca (Paolo Triestino) nell'acquisto di azioni "spazzatura" di una compagnia che fallisce. Il direttore viene anch'esso truffato da un finto poliziotto (Pier Maria Cecchini) che lo inganna e lo deruba dell'auto con un finto sequestro. Il finto poliziotto viene raggirato da un impiegato dell'Ufficio Imposte (Alvaro Vitali) che distrugge la ricevuta di pagamento di una vecchia tassa sulla spazzatura. L'impiegato partecipa alla riunione condominiale dove i condomini tentano di allontanare una residente prostituta, Consuelo (Aída Yéspica), la quale però rifiuta di andarsene e svela l'ipocrisia dei suoi accusatori, in vario modo colpevoli di azioni indecenti e anche criminali.
La bella Consuelo viene a sua volta truffata dal suo ragazzo (uno spogliarellista), che le fa credere di essersi indebitato con un mafioso durante una partita di poker e di essere in debito di 50000 € pena la morte. L'arrivo (nonché la sceneggiata) del finto boss (con tanto di pistola e guardaspalle) convince Consuelo a tirar fuori i 50000 €. Lo spogliarellista viene anch'egli truffato, insieme ad un suo amico, da un ex ristoratore (Maurizio Mattioli) intento a vendere il suo ristorante. Il ristoratore infatti vende il ristorante, oltre che ai due soci, contemporaneamente anche a numerose altre persone.
Fatto questo, il ristoratore si appresta a partire in aereo per i tropici insieme alla sua amante, un'aspirante attrice (Eva Grimaldi). A causa di un contrattempo, l'aereo parte in ritardo, i passeggeri devono scendere e vedendo dei poliziotti avvicinarsi, il ristoratore pensa che siano venuti per lui. Quindi cede la borsa col denaro alla ragazza e scappa. Si scopre poi che era tutto un equivoco, ma quando finalmente parte con l'aereo, il ristoratore si accorge che la ragazza è scappata coi soldi, fregandolo. L'attrice però verrà poi truffata da un sedicente produttore televisivo (Biagio Izzo) e dal suo complice (Gianluca Ramazzotti) agente di star. Il produttore fa credere di non aver i fondi da dare in garanzia alla banca per girare il film. L'attrice abbocca (credendo di girare una fiction con Paolo Bonolis) e versa il 1000000 € truffato in precedenza. Ma la fiction e il produttore si rivelano inesistenti e viene truffata anche lei.
Il produttore verrà però truffato insieme al suo socio (Stefano Antonucci) nell'acquisto di una licenza edilizia per la costruzione di un resort turistico, da un politico (Giuseppe De Rosa) che gli garantisce di far ottenere loro la licenza. Ma con un abile inganno e un finto arresto operato da complici del politico travestiti da uomini della Guardia di Finanza, e guidati da un altrettanto falso maresciallo (Stefano Fabrizi), il politico si libera del produttore e del suo socio e ruba i 2000000 € che sarebbero dovuti servire per la licenza. Così si avvia con i soldi verso la banca che è la stessa dell'inizio del film. Sembra fatta per il più "furbo" della storia, che ha fregato senza essere stato fregato, ma...

### Epilogo
Siamo all'epilogo della vicenda. Il politico si reca in banca per versare i due milioni di euro. Qui ricompare il buon Nicola, che si reca nella stessa banca per chiedere un prestito per quel "famoso" intervento. Ma poco prima che il politico versi i soldi, tre rapinatori irrompono nella banca e compiono una rapina. Messi alle strette dalla sirena della banca e dall'imminente arrivo della polizia, i rapinatori prelevano due ostaggi. Caso vuole che siano proprio il politico (con la borsa piena di soldi) e lo sfortunato Nicola. Presi dalla frenesia della fuga, riescono a far salire sulla loro macchina il politico ma non Nicola, che cade per terra assieme alla borsa piena di soldi.
I rapinatori scappano. La gente aiuta un traumatizzato Nicola a rialzarsi e gli dà la borsa, credendo che sia la sua. Nicola torna quindi a casa e con somma sorpresa, scopre il contenuto della borsa: ben 2000000 € davanti ai suoi occhi. E potrebbe anche tenerseli, visto che quella era stata la sua prima volta in quella banca, e perciò nessuno può risalire a lui. Viene però preso da un dubbio amletico: ascoltare la sua coscienza di uomo onesto e restituire i soldi o tenersi tutto e riscattare una vita piena di sofferenze? Rivolgendosi agli spettatori, pone loro questa domanda: "Voi che avreste fatto"? e conclude: "...io ci dormirò su..."

### Il Finale
Per questo film TV, Pier Francesco Pingitore propone il cosiddetto "finale interattivo", ovvero gli spettatori da casa possono decidere, attraverso un televoto, il finale della fiction. Il 22 gennaio 2006, durante l'ultimo break pubblicitario, il pubblico ha votato il seguente finale: Nicola decide di tenersi i soldi e dopo averli nascosti si mette a letto e rivolgendosi nuovamente agli spettatori conclude: "Avete deciso che non li devo restituire (i soldi). E io me li tengo. Farò questo sacrificio".